# Rota Márcia Prado

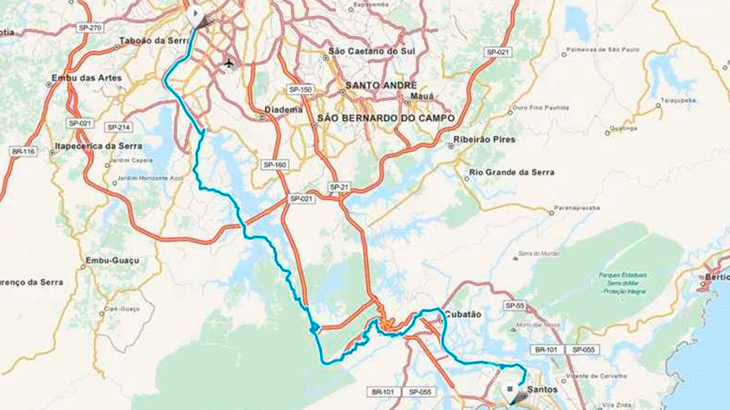
Mapa do trajeto da Rota Márcia Prado

A Rota Cicloturística Márcia Prado é uma rota de bicicleta entre a Região Metropolitana de São Paulo e Santos, a qual foi oficializada em 2018 pela Lei Estadual nº 16.748/2018 como homenagem à Márcia Prado, que faleceu por atropelamento na Avenida Paulista em 2009.

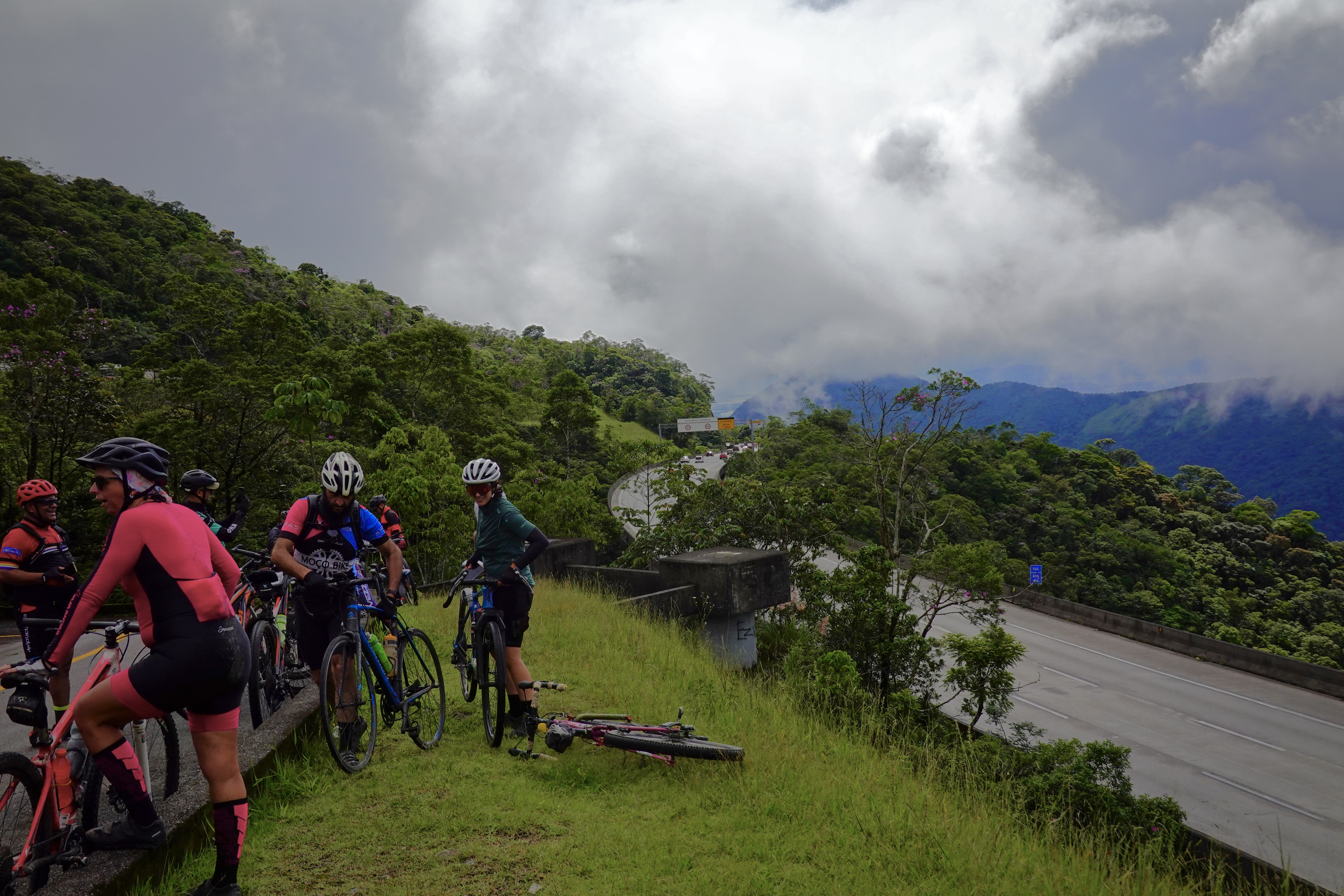
Grupo de ciclistas descendo a Rota Márcia Prado, com a rodovia Imigrantes no horizonte.

Integra o trajeto da rota a antiga estrada de manutenção da Rodovia dos Imigrantes, que foi reformada para a realização de cicloturismo.
É conhecida pela exuberância dado que atravessa a Serra do Mar e em uma área bem preservada.